# Jamenka
Jamenka (biał. Яменка, Jamienka; ros. Яменка, Jamienka) – wieś na Białorusi, w obwodzie brzeskim, w rejonie kamienieckim w sielsowiecie Nowickowicze, w granicach Parku Narodowego „Puszcza Białowieska”.  
Dawniej dwór królewski w powiecie brzeskolitewskim, w województwie brzeskolitewskim i siedziba leśniczego królewskiego zarządzającego całym obszarem Puszczy Białowieskiej. 

## Dwór Jamno
W 1639 roku odnotowano tu istnienie dworu będącego rezydencją leśniczego będącego najważniejszą osobą w lokalnej administracji i zarządzaniu na obszarze Puszczy Białowieskiej. Podlegało mu czterech starszych osoczników-dziesiętników i 277 osoczników mieszkających w 10 wsiach na obrzeżach Puszczy (Orzeszkowo, Policzna, Omelaniec, Daszewicze, Podomsza, Dmitrowicze, Czarnaki, Fałowo, Kletna i Radecka Wola). W skład osady wchodziły dwór z gankiem, cztery inne budynki mieszkalne, stajnia, dwie piekarnie, browar, słodownia, wozownia, budynki gospodarcze (stodoła, obory, kurnik), sad, ogród i dwie sadzawki. W 1657 roku dwór zdemolowały wojska węgierskie Jerzego II Rakoczego, jednak dwór jamneński odbudowano, ponieważ w 1683 roku powołani przez Sejm królewscy komisarze do leśnictw marszałek grodzieński Jan Kazimierz Kierdiej, Łowczy Nadworny W. Müllenheim i starosta starogarski Jan Gorzewski, spisali w nim akta inwentarzowe Leśnictwa Białowieskiego. 